# Asiacoris
Asiacoris is een geslacht van wantsen uit de familie van de Reduviidae (Roofwantsen). Het geslacht werd voor het eerst wetenschappelijk beschreven door Tomokuni & Cai in 2002.

## Soorten
Het genus is monotypisch en bevat alleen de volgende soort:

- Asiacoris pudicus Tomokuni & Cai, 2002